# Filippo Berlincioni
Filippo Berlincioni (Firenze, 2 marzo 1996) è un nuotatore italiano, vincitore della medaglia d'argento ai Giochi del Mediterraneo 2018 nei 200 metri farfalla maschile.

## Palmarès
- Giochi del Mediterraneo

Tarragona 2018: argento nei 200m farfalla.